# 마사키촌 (지바현)
마사키촌(正気村)은 지바현 야마베군·산부군에 일찍이 존재했던 촌이다. 현재의 도가네시 동남부에 해당한다.

## 역사
- 1889년 4월 1일 - 정촌제 시행에 의해 야마베군 마사키촌이 성립하였다.
- 1897년 4월 1일 - 야마베군이 폐지되어 산부군이 되었다.
- 1953년 4월 1일 - 오카야마촌, 고헤이촌, 도요나리촌, 야마토촌의 일부와 합병해 새로운 도가네시를 신설되어, 동일 마사키촌은 폐지되었다.